# Belor (Purwoasri)
Belor is een bestuurslaag in het regentschap Kediri van de provincie Oost-Java, Indonesië. Belor telt 1805 inwoners (volkstelling 2010).